# Traveling Wilburys
Traveling Wilburys là một siêu ban nhạc bao gồm Bob Dylan, George Harrison, Jeff Lynne, Roy Orbison và Tom Petty, đi kèm là tay trống Jim Keltner. Họ cùng nhau có 2 album vào năm 1988 và 1990, rồi tan rã sau khi Orbison qua đời trước khi album thứ 2 hoàn thiện.
"Wilbury" là cụm từ mà George Harrison nói khi thực hiện album Cloud Nine (1987) cùng Jeff Lynne "We'll bury 'em in the mix". Kể từ đó, họ luôn dùng cụm từ này mỗi khi họ mắc những lỗi nhỏ lúc trình diễn, và dần dà họ dùng nhiều mỗi khi biểu diễn cùng nhau. Harrison đã gợi ý cái tên "The Trembling Wilburys" cho ban nhạc, cùng lúc Lynne muốn đổi thành "Traveling" và được tất cả cùng đồng ý.

## Lịch sử

### 1988–1990
George Harrison lần đầu nói tới Traveling Wilburys trong buổi nói chuyện với Bob Coburn tại đài phát thanh Rockline tháng 2 năm 1988. Khi được hỏi có dự định gì sau khi album Cloud Nine phát hành, anh trả lời: "Điều mà tôi thực sự muốn làm tiếp theo là... thực hiện một album có tôi và vài người bạn... một chút giai điệu, anh biết đấy. Có thể nó sẽ có tên 'The Traveling Wilburys'... đó là ban nhạc mới của tôi: 'The Traveling Wilburys'. Tôi muốn làm album với họ và sau này chúng tôi sẽ có những album của chính chúng tôi."
Với 3 thành viên ban đầu là Roy Orbison, George Harrison và Jeff Lynne, cả ba đã cùng tới nhà của Bob Dylan ở Malibu, California để làm phần mặt B của đĩa đơn "This Is Love" của Harrison. Việc tham gia của Tom Petty là khá tình cờ, khi Harrison để quên chiếc guitar ở nhà Petty, Harrison buộc phải quay lại lấy và sau đó Petty đã theo Harrison vào dự án. Bản thu chung đầu tiên, "Handle with Care", được cả năm người cho là "đủ tốt" để làm đĩa đơn.
Các thành viên vô cùng phấn khích khi làm việc cùng nhau và họ quyết định ra album đầu tay, Traveling Wilburys Vol. 1. Album được thực hiện trong khoảng 10 ngày của tháng 5 năm 1988 tại nhà của Dave Stewart. Album được phát hành ngày 18 tháng 10 cùng năm. "Wilbury" trở thành một cụm từ ưa thích của họ, tới mức các thành viên tự cho mình là anh em – con của một nhân vật tưởng tượng, Charles Truscott Wilbury, Sr.
Album đầu tay của họ nhanh chóng có được thành công. Tại Mỹ, họ nhận được 3 chứng chỉ Bạch kim. Album nhận được nhiều đề cử và giành giải Grammy cho trình diễn Rock xuất sắc nhất vào năm 1989.
Roy Orbison đột ngột qua đời ngày 6 tháng 12 năm 1988. Để tưởng nhớ Orbison, ban nhạc thực hiện đĩa đơn "End of the Line". Khi tới đoạn Roy hát, video quay chiếc guitar với bức ảnh của anh trong khi những thành viên còn lại vẫn chơi nhạc. Sau đó, Jeff Lynne hợp tác với Del Shannon thực hiện album Rock On, điều đó làm dấy lên tin đồn rằng Shannon sẽ gia nhập nhóm thay thế Orbison.
Ngày 24 tháng 6 năm 1990, ban nhạc ra mắt đĩa đơn "Nobody's Child" để ủng hộ chương trình Nobody's Child: Romanian Angel Appeal.
Ngày 30 tháng 10 năm 1990, họ cho ra mắt album cuối cùng của họ, Traveling Wilburys Vol. 3, nhưng không có được nhiều thành công như album trước đó. Trong bản boxset năm 2007, album có tựa là George being George để nói tới rằng Harrison đã cống hiến rất nhiều trong album được coi là "Vol. 2" của họ.
Sau tour diễn của mình tại Nhật Bản vào năm 1991, Harrison nói về tour diễn của Traveling Wilburys: "Đó là một điều mà tôi thực sự muốn trải nghiệm. Tôi luôn chơi nhạc với mọi cảm xúc và Wilburys tour hoàn toàn có thể xảy ra. Liệu rằng mỗi thành viên chơi solo rồi trở thành Wilburys, hay là chúng tôi đã biến mọi thứ từ khi bắt đầu tới giờ thành Wilburys? Thật là khó nghĩ. Chúng tôi là một ban nhạc tuyệt vời và chúng tôi hoàn toàn có thể chơi acoustic nếu chúng tôi muốn. Chúng tôi đã từng hát "Blowin' in the Wind" và Bob có thể hát "Something". Chúng tôi cũng có thể hát những ca khúc của riêng mỗi người và hợp lại thành một kiểu Wilburys khác, và từ đó có thể thu âm được. Dù thế nào thì chúng tôi cũng có thể thực hiện được."
Tuy nhiên, The Wilburys tour không thể thực hiện được. Petty nói: "Tôi nghĩ nó có thể được thực hiện, nếu chúng tôi thực sự muốn làm vậy. Tôi không nghĩ rằng chúng tôi đã thực sự chú tâm tới điều đó. Đã có rất nhiều đêm mà các cuộc nói chuyện của chúng tôi quẩn quanh chủ đề đó. Nhưng tôi không nhớ rằng đã có ai đó thực sự nghiêm túc với nó. Điều đó làm mai một dần ý tưởng. Mỗi người bị ép buộc trở nên có trách nhiệm, không phải vì là một nhân vật trong nhóm. Nó trở nên khá là hình thức và đó có thể là một cách nghĩ sai."

### 2007
Cho tới cuối những năm 90 đầu những năm 2000, cả 2 album của Traveling Wilburys vẫn chỉ được phát hành khá giới hạn tại một số vùng nhất định. Harrison, người giữ bản quyền của chúng, không hề nhượng lại bản quyền cho tới khi ông qua đời vào năm 2001. Năm 2007, 2 album được tổng hợp trong The Traveling Wilburys Collection – một box set bao gồm 2 CD (và bonus track) cùng DVD đi kèm bộ phim tài liệu dài 24 phút và trọn bộ video các ca khúc.
Có ba bản phát hành của box set. Một là bản phổ thông, bao gồm CD và DVD và 16 trang lời tựa. Hai là bản "deluxe" với CD và DVD, kèm theo đó là 40 trang lời tựa, ảnh của các nghệ sĩ. Thứ ba là bản "deluxe" được làm dưới định dạng vinyl. Ấn bản này không có DVD, song lại kèm đĩa vinyl 12inch với vài bản thu hiếm của các ca khúc.
Box set này cũng có được vị trí số 1 tại UK Albums Chart. Tại Billboard 200, nó đạt vị trí số 9. Bản tổng hợp bán được khoảng 500.000 bản trong 3 tuần đầu tiên và vẫn nằm trong top 5 tại Anh 7 tuần kể từ ngày phát hành.

## Thành viên
Volume 1
- "Nelson Wilbury" – George Harrison
- "Otis Wilbury" – Jeff Lynne
- "Lefty Wilbury" – Roy Orbison
- "Charlie T. Wilbury, Jr" – Tom Petty
- "Lucky Wilbury" – Bob Dylan

Volume 3
- "Spike Wilbury" – George Harrison
- "Clayton Wilbury" – Jeff Lynne
- "Muddy Wilbury" – Tom Petty
- "Boo Wilbury" – Bob Dylan

Các thành viên của Traveling Wilburys có tên trong ấn bản năm 2007:
- "Buster Sidebury" – Jim Keltner
- "Ayrton Wilbury" – Dhani Harrison

Keltner không xuất hiện trong thành phần của Wilburys trong các album Vol. 1 và Vol. 3, song anh có mặt trong mọi video. Trong bản DVD năm 2007, anh có tên gọi "Buster Sidebury". 2 bonus track "Maxine" và "Like a Ship" có kể tên "Ayrton Wilbury" là tên gọi của Dhani Harrison. "Ayrton" là tên của người bạn gia đình Harrison, Ayrton Senna.
Người chơi lead guitar trong "She's My Baby" là Gary Moore.

## Danh sách đĩa nhạc

### Album phòng thu
| Album                     | Chi tiết                                                                                       | Vị trí cao nhất tại bảng xếp hạng | Vị trí cao nhất tại bảng xếp hạng | Vị trí cao nhất tại bảng xếp hạng | Vị trí cao nhất tại bảng xếp hạng | Vị trí cao nhất tại bảng xếp hạng | Vị trí cao nhất tại bảng xếp hạng | Vị trí cao nhất tại bảng xếp hạng | Vị trí cao nhất tại bảng xếp hạng | Chứng chỉ                                          |
| Album                     | Chi tiết                                                                                       | Mỹ                                | Úc                                | Áo                                | Na Uy                             | New Zealand                       | Thụy Điển                         | Thụy Sĩ                           | UK                                | Chứng chỉ                                          |
| ------------------------- | ---------------------------------------------------------------------------------------------- | --------------------------------- | --------------------------------- | --------------------------------- | --------------------------------- | --------------------------------- | --------------------------------- | --------------------------------- | --------------------------------- | -------------------------------------------------- |
| Traveling Wilburys Vol. 1 | - Phát hành: 18 tháng 10 năm 1988 - Nhãn đĩa: Wilbury Records - Định dạng: CD, vinyl, cassette | 3                                 | 1                                 | 3                                 | 2                                 | 2                                 | 2                                 | 6                                 | 16                                | - Canada: 6× Bạch kim - Anh: Bạc - Mỹ: 3× Bạch kim |
| Traveling Wilburys Vol. 3 | - Phát hành: 29 tháng 10 năm 1990 - Nhãn đĩa: Wilbury Records - Định dạng: CD, vinyl, cassette | 11                                | 14                                | 22                                | 3                                 | 19                                | 5                                 | 18                                | 14                                | - Canada: Bạch kim - Anh: Bạch kim - Mỹ: Bạch kim  |

### Album tuyển tập
| Album                             | Chi tiết                                                                                     | Vị trí cao nhất tại bảng xếp hạng | Vị trí cao nhất tại bảng xếp hạng | Vị trí cao nhất tại bảng xếp hạng | Vị trí cao nhất tại bảng xếp hạng | Vị trí cao nhất tại bảng xếp hạng | Vị trí cao nhất tại bảng xếp hạng | Vị trí cao nhất tại bảng xếp hạng | Vị trí cao nhất tại bảng xếp hạng | Chứng chỉ                                    |
| Album                             | Chi tiết                                                                                     | US                                | Úc                                | Áo                                | Na Uy                             | New Zealand                       | Thụy Điển                         | Thụy Sĩ                           | UK                                | Chứng chỉ                                    |
| --------------------------------- | -------------------------------------------------------------------------------------------- | --------------------------------- | --------------------------------- | --------------------------------- | --------------------------------- | --------------------------------- | --------------------------------- | --------------------------------- | --------------------------------- | -------------------------------------------- |
| The Traveling Wilburys Collection | - Phát hành: 11 tháng 6 năm 2007 - Nhãn đĩa: Wilbury Records - Định dạng: CD, vinyl, nhạc số | 9                                 | 1                                 | 24                                | 1                                 | 1                                 | 2                                 | 45                                | 1                                 | - Úc: 2× Bạch kim - Anh: Bạch kim - Mỹ: Vàng |

### Đĩa đơn
| Năm                                          | Đĩa đơn            | Vị trí cao nhất tại bảng xếp hạng | Vị trí cao nhất tại bảng xếp hạng | Vị trí cao nhất tại bảng xếp hạng | Vị trí cao nhất tại bảng xếp hạng | Vị trí cao nhất tại bảng xếp hạng | Vị trí cao nhất tại bảng xếp hạng | Vị trí cao nhất tại bảng xếp hạng | Album                     |
| Năm                                          | Đĩa đơn            | US                                | US Main                           | US AC                             | Úc                                | Canada                            | New Zealand                       | UK                                | Album                     |
| -------------------------------------------- | ------------------ | --------------------------------- | --------------------------------- | --------------------------------- | --------------------------------- | --------------------------------- | --------------------------------- | --------------------------------- | ------------------------- |
| 1988                                         | "Handle with Care" | 45                                | 2                                 | 30                                | 3                                 | —                                 | 4                                 | 21                                | Traveling Wilburys Vol. 1 |
| 1989                                         | "End of the Line"  | 63                                | 2                                 | 28                                | 12                                | —                                 | 11                                | 52                                | Traveling Wilburys Vol. 1 |
| 1990                                         | "She's My Baby"    | —                                 | 2                                 | —                                 | 45                                | 30                                | —                                 | 79                                | Traveling Wilburys Vol. 3 |
| 1991                                         | "Wilbury Twist"    | —                                 | 46                                | —                                 | —                                 | 86                                | —                                 | —                                 | Traveling Wilburys Vol. 3 |
| "—" ghi chú ca khúc không nằm trong xếp hạng |                    |                                   |                                   |                                   |                                   |                                   |                                   |                                   |                           |

### Các ca khúc khác
| 1988                                         | "Last Night"                 | 5  | —  | — | —  | Traveling Wilburys Vol. 1             |
| 1989                                         | "Tweeter and the Monkey Man" | 41 | —  | — | —  | Traveling Wilburys Vol. 1             |
| 1989                                         | "Heading for the Light"      | 7  | —  | — | —  | Traveling Wilburys Vol. 1             |
| 1990                                         | "Nobody's Child"             | —  | —  | 9 | 44 | Nobody's Child: Romanian Angel Appeal |
| 1990                                         | "Inside Out"                 | 16 | 50 | — | —  | Traveling Wilburys Vol. 3             |
| "—" ghi chú ca khúc không nằm trong xếp hạng |                              |    |    |   |    |                                       |